# الیاس هوث
الیاس هوث (انگلیسی: Elias Huth؛ زادهٔ ۱۰ فوریهٔ ۱۹۹۷) بازیکن فوتبال اهل آلمان است.
از باشگاه‌هایی که در آن بازی کرده‌است می‌توان به باشگاه فوتبال کایزرسلاوترن اشاره کرد.